# (34409) Venturini
(34409) Venturini ist ein Asteroid des Hauptgürtels, der am 4. September 2000 durch das LONEOS Beobachtungsprogramm des Lowell Observatory (Lowell Observatory Near-Earth Object Search) entdeckt wurde.
Der Asteroid wurde nach der uruguayischen Astronomin Julia Venturini (* 1988) benannt.